# SmartBike DC

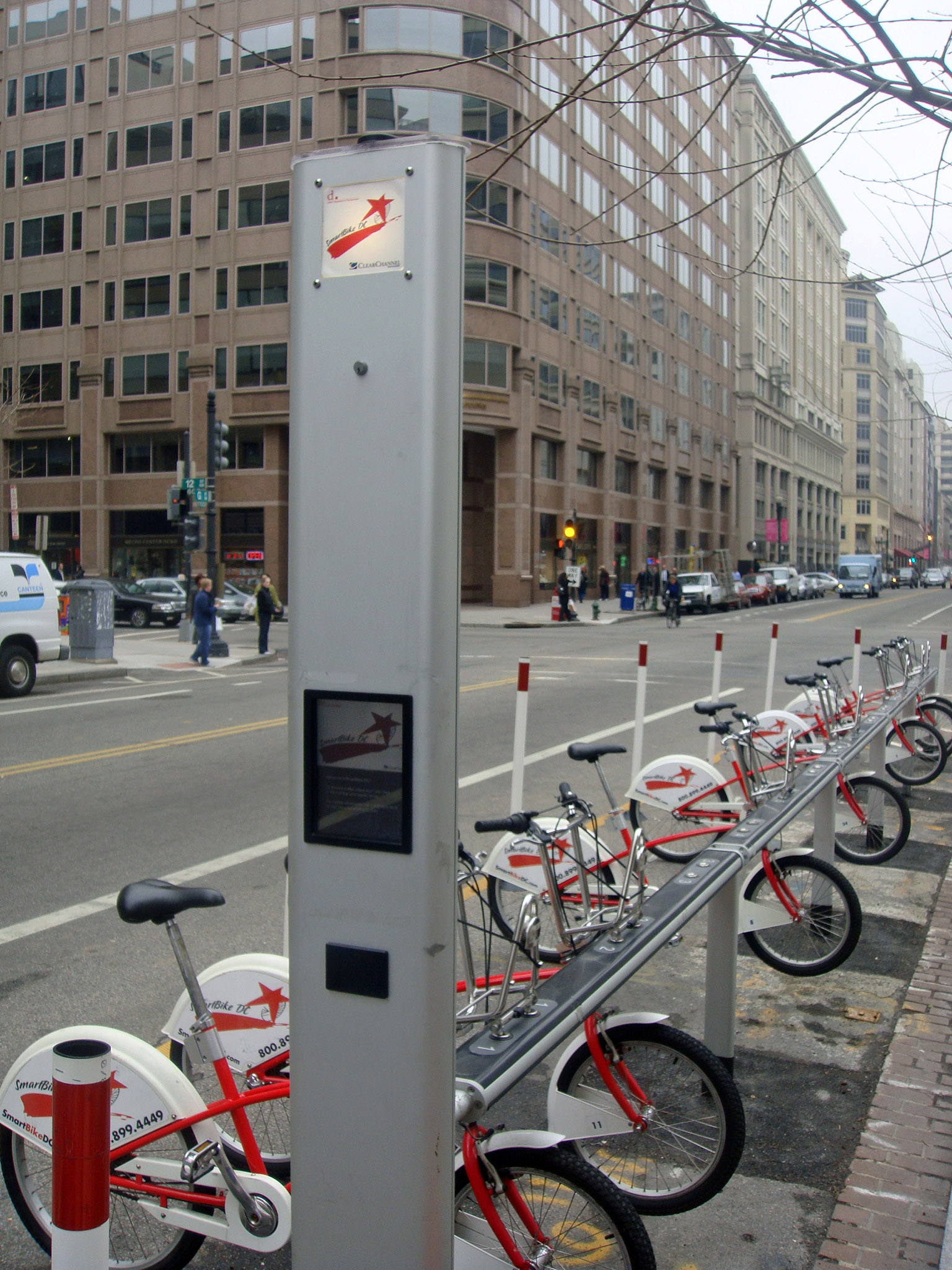
Station dans le centre de Washington.

SmartBike DC était le système public de vélos en libre-service mis en service en août 2008 dans le Central business district de Washington D.C. aux États-Unis. SmartBike DC était une déclinaison du système SmartBike du groupe Clear Channel, qui en assurait la gestion.
Le service SmartBike DC était le premier de son genre en Amérique du Nord et proposait 120 vélos répartis sur 10 stations. Le service a été fermé le 2 janvier 2011 pour faire place au nouveau programme Capital Bikeshare. En 2015, le nouveau système avait été élargi à 1 800 vélos sur 200 stations.